# Lorenzo Odone
Lorenzo Odone (ur. 29 maja 1978 w Waszyngtonie, zm. 30 maja 2008) – amerykański pacjent, u którego w roku 1984 – gdy miał sześć lat – zdiagnozowano adrenoleukodystrofię wywołaną przez mutację chromosomu X (chorobę „sprzężoną z chromosomem X”), zwaną także chorobą Siemerlinga-Creutzfeldta.

## Życiorys
Lorenzo Odone urodził się 29 maja 1978 w Waszyngtonie. Był synem pochodzącego z Włoch finansisty Augusto Odone oraz lingwistki Michaeli.
Pierwsze symptomy choroby jego rodzice zaczęli dostrzegać, gdy miał około sześciu lat. Lorenzo zaczął sprawiać problemy. Miał napady agresji, problemy z równowagą, a później także z mową, wzrokiem i słuchem. Ostatecznie choroba doprowadziła do całkowitego paraliżu. Początkowo przypuszczano, że powodem może być jakaś choroba tropikalna, której mógł się nabawić podczas wcześniejszego pobytu na Komorach. Ostatecznie badania potwierdziły, że Lorenzo cierpiał na adrenoleukodystrofię. Choroba ta powoduje uszkodzenie otoczek mielinowych chroniących włókna nerwowe, wskutek czego tracą one zdolność do przewodzenia impulsów nerwowych.
Jego rodzice, Augusto i Michaela Odone, dowiadując się, że ich syn zapadł na nieuleczalną genetyczną chorobę, która niebawem miała doprowadzić do jego śmierci, postanowili walczyć o jego życie. Na własną rękę, nie mając przy tym wykształcenia medycznego, zaczęli poszukiwać informacji na temat choroby, by ocalić syna przed śmiercią. Stwierdzili, że „skoro jego organizm nie może sprawnie usuwać gromadzących się w nim kwasów tłuszczowych, należy doprowadzić do tego, by te kwasy w ogóle nie powstawały”. Wypróbowywali różne mieszanki olejów, które miały obniżyć stężenie VLFA we krwi. Ostatecznie opracowany przez nich olej Lorenza doprowadził do zahamowania rozwoju choroby. Preparat był też przedmiotem badań naukowców. Niektórzy z nich potwierdzili jego skuteczność. Udowodnili, że substancja ta może też być skutecznym środkiem spowalniającym rozwój ALD.
Olej Lorenza zahamował rozwój choroby u prawie trzech czwartych badanych chłopców, w tym również u Lorenza. Niestety dotychczasowe spustoszenia w systemie nerwowym były nieodwracalne. Lorenzo nigdy nie odzyskał świadomości. Zmarł 30 maja 2008 roku w wieku 30 lat. Przyczyną zgonu było zachłystowe zapalenie płuc. Jego historia została przedstawiona w amerykańskim filmie z 1992 roku zatytułowanym Olej Lorenza.
Z postacią Lorenzo Odone związany jest utwór Lorenzo, który Phil Collins zamieścił w 1996 roku na płycie Dance Into the Light.